# السمارنة
قرية السمارنة هي إحدى القرى التابعة لمركز المراغة بمحافظة سوهاج في جمهورية مصر العربية. حسب إحصاءات سنة 2006، بلغ إجمالي السكان في السمارنة 3777 نسمة، منهم 1897 رجل و1880 امرأة.